# 俄羅斯入侵烏克蘭時間軸 (2022年8月)

俄罗斯入侵乌克兰的动态地图（参见可交互的俄乌战争详细地图）

本条目主要列出2022年俄羅斯入侵烏克蘭在2022年8月的过程。

## 8月1日
战争爆发以来，首艘载有乌克兰粮食的商船从乌克兰敖德萨港口启航。
美国公佈了价值5.5亿美元的第17批對烏援助计划。

## 8月2日
首艘载有乌克兰谷物的船隻已抵达土耳其。
俄罗斯国防部长表示摧毁了6套M142高机动性多管火箭系统，但這一點遭到美國方面的否認。此外俄方還表示打击了位於尼古拉耶夫附近的外国雇佣兵临时营地，250名雇佣兵被打死。另外還有200多枚M142高机动性多管火箭系统配套火箭弹，33门美制M777榴弹炮和5部AGM-84鱼叉反舰导弹发射装置被摧毀。
烏克蘭方面表示在顿涅茨克地区乌克兰军队击退了俄军在巴赫穆特方向、阿夫杰耶夫卡方向以及克拉马托尔斯克方向的进攻，並且乌克兰军队在赫尔松地区已经控制了53个定居点。乌方還表示拦截了多枚俄军导弹。

## 8月3日
俄罗斯称其军队摧毁了利沃夫地区的一个弹药库。

## 8月4日
北马其顿表示将向乌克兰捐赠烏克蘭2001年出售給該國的四架蘇-25。

## 8月5日
乌克兰和俄罗斯相互指责对方炮击了扎波罗热核电站。

## 8月6日
俄羅斯任命的卡霍夫卡區民事和军事管理副局长维塔利·胡拉（Vitalii Hura）遭槍擊身亡。

## 8月7日
四艘運粮船离开乌克兰港口前往土耳其。
俄罗斯国防部表示俄军在乌克兰尼古拉耶夫州摧毁了一个存储着4.5万吨北约所供弹药的仓库。
俄罗斯和乌克兰分别表示对方再次向扎波罗热核电站开火。

## 8月8日
美国国防部公布了第18批對乌軍事援助計劃。
俄羅斯任命的扎波罗热州州长決定就该地区加入俄罗斯联邦一事举行全民公投。
五角大楼第三号人物科林·卡尔表示，自俄罗斯入侵乌克兰以来，已经有近8万名俄罗斯士兵死亡或受伤。俄方损失了“3千或4千辆”装甲车。烏克蘭方面表示乌克兰军队至少有1万人死亡，3万人受伤。

## 8月9日
第五批烏克蘭運粮船出发前往目的地。
克里米亚半岛一处俄罗斯空军基地发生爆炸，造成一人死亡，五人受傷。俄罗斯和乌克兰均否认此事件與烏克蘭有关。乌克兰方面表示至少有9架俄罗斯飞机被摧毁。

## 8月10日
烏克蘭總統澤連斯基表示必須收復克里米亞才算戰爭結束。此前澤連斯基一度表示俄羅斯軍隊如果撤回到2022年2月24日以前的實際控制區，那麼他將接受與俄羅斯的和談。
俄羅斯佔領索萊達爾附近的一家可耐福工廠。
英国国防大臣宣布将再向乌克兰提供3套M270多管火箭系統。

## 8月11日
麥當勞決定重開其位於烏克蘭西部和基輔的餐廳。而且在停止營業期間，麥當勞一直在向其烏克蘭員工支付工資。
德米特里·阿纳托利耶维奇·梅德韦杰夫到訪卢甘斯克。
波兰、斯洛伐克和捷克已同意扩大專供烏克蘭的火炮系统、弹药和其他军事装备的生产。
俄羅斯、烏克蘭互相指責對方炮擊扎波罗热核电站区域。
俄罗斯国防部发言人科纳申科夫通报称，在顿涅茨克地区，俄军打击了乌军多个BM-21火箭炮排和榴弹炮排，在巴赫穆特和阿夫杰耶夫卡方向打击了乌克兰武装部队第14和第66机械化旅。此外，俄军在第聂伯罗彼得罗夫斯克州击落了乌军米-24直升机，在哈尔科夫州击落多架无人机。
距离乌克兰边境30公里的白俄罗斯空军基地发生了8起爆炸。白俄罗斯方面声称，爆炸是由於技术原因所引起。

## 8月12日
14艘载有谷物和玉米的船隻离开乌克兰港口。

## 8月13日
乌克兰方面声称摧毁了一座通往卡霍夫卡水电站的桥梁，这是俄罗斯军队进出赫尔松的最后一座桥梁。
俄羅斯控制的扎波罗热地方官员表示，埃涅尔戈达尔和扎波罗热核电站再次受到乌克兰武装分子的攻击。
俄羅斯方面聲稱佔領了頓涅茨克州的皮斯基，並且在克拉马托尔斯克附近摧毁了一个美国援助的海马斯火箭发射系统和这个系统使用的一个弹药库。同時俄罗斯军队對克拉马托尔斯克的炮擊造成2名平民死亡。

## 8月14日
俄羅斯方面表示俄军打击了多个乌军指挥点，并完全控制了哈尔科夫地区的乌德定居点。俄空天军還打擊了分别位于顿涅茨克地区和赫尔松地区的两个乌军机械化旅。俄罗斯媒体扎波罗热地区的埃涅尔戈达尔市遭乌军两次炮击，造成1名平民死亡，扎波罗热核电站附近的草地也因炮击起火。乌方当地官员否认並反指傷亡是俄军开火造成的。
乌克兰方面声称，原本地處赫尔松市的俄军指挥官已经从第聂伯河西岸撤退到东岸。

## 8月15日
烏克蘭方面表示瓦格纳集团的一個基地被M142高机动性多管火箭系统發射的導彈擊中。
乌克兰武装部队总参谋部称在顿涅茨克地区多次击退俄军攻势。
俄方指責乌军再次向扎波罗热核电站附近区域发射了约25枚炮弹。乌方则称，此次炮击行为是俄方自导自演。

## 8月16日
克里米亚北部占科伊的一个军火库发生爆炸。有两人受伤。俄罗斯国防部表示占科伊地區发生的爆炸是由破坏行为引发的。一名乌克兰官员表示，此次爆炸是一種「非军事化行動」。有2000人被疏散。另外還有一个变电站发生火灾，铁路服务同時暂停。
俄羅斯位於近衛軍村的一個空軍基地上空出現黑煙。
烏克蘭陸軍司令表示，乌克兰的阵地每天被俄軍打擊700-800次，俄羅斯方面每天要消耗40,000-60,000枚彈藥。

## 8月17日
哈尔科夫的一棟住宅楼被一枚俄罗斯导弹击中，造成七人死亡，十三人受伤。
俄羅斯黑海艦隊負責人被撤換。
自战争开始以来，约有20,500名犹太人离开了俄罗斯。

## 8月18日
乌克兰方面声称該國用M142高机动性多管火箭系统發射的導彈打擊新卡霍夫卡，造成12名俄罗斯人死亡，10名俄罗斯人受伤。
哈尔科夫的一个建築被俄罗斯炮击，造成两人死亡，包括两名儿童在内的18名平民受伤
。
作為對俄羅斯入侵烏克蘭的回應，爱沙尼亚拆除了境內一座苏联时代的坦克纪念碑。
联合国秘书长安东尼奥·古特雷斯、土耳其总统雷杰普·塔伊普·埃尔多安和乌克兰总统弗拉基米尔·泽连斯基在利沃夫举行了三方会谈。三方就扎波罗热核电站的安全、粮食出口和战俘交换等問題展開討論。
俄罗斯别尔哥罗德州距离乌克兰边境约30公里的兩個村庄的弹药库发生火灾。許多人因火災而疏散。
當晚，克里米亚大桥附近出現爆炸声，刻赤市启动防空系统。

## 8月19日
美国表示将向乌克兰提供价值7.75亿美元的军事援助。
安東尼奧·古特雷斯抵达乌克兰敖德萨进行访问。古特雷斯参观了敖德萨的港口，並登上了货船并检查货物。

## 8月20日
一架乌克兰无人机坠毁在俄罗斯黑海舰队位於塞瓦斯托波尔的总部的屋顶上。
安東尼奧·古特雷斯在土耳其伊斯坦布尔視察两艘烏克蘭運糧船。
俄羅斯聯邦的俄羅斯政治哲學家亞歷山大·杜金的女兒達莉婭·杜金娜遇刺，杜金娜於當地時間2022年8月20日大約晚上9:00（根據其他消息來源，大約晚上9:30或晚上10:00），在莫斯科大維亞焦梅莫日斯科高速公路的汽車爆炸中死亡，享年29歲。杜金娜參加一年一度的家庭文學和音樂節日「傳統節」後乘豐田陸地巡洋艦普拉多回家。杜金娜的父親亞歷山大·杜金本來應該和她同車，但由於某種原因，杜金在最後一刻乘坐另一輛車。據《生意人報》報導，爆炸發生後，車輛失去控制，停下並著火。
報導指，後來在車箱內發現了一具嚴重燒傷的屍體。杜金的朋友稱爆炸的汽車屬於杜金，杜金娜通常開另一輛車。然而《共青團真理報》報導指爆炸的汽車屬於杜金娜。關於杜金娜之死，莫斯科牧首基里爾和俄羅斯總統弗拉基米爾·普京向杜金娜家人表示哀悼，普京稱杜金娜為「一個聰明、才華橫溢的人，有著一顆真正的俄羅斯之心」。
俄羅斯調查委員會根據「以一般危險的方式實施謀殺」刑事條款立案調查。該部門在一份聲明中表示：「正在調查所有可能的犯罪原因」。《根據》和《生意人報》報導指，其中一個暗殺原因說法是對亞歷山大·杜金的一次暗殺。莫斯科地區檢察官辦公室接手了此案。隨後，俄羅斯聯邦偵查委員會主席亞歷山大·巴斯特里金（Александр Бастрыкин）指示將杜金娜謀殺案移交俄羅斯聯邦偵查委員會中央辦公室。調查認為，兇手是受命執行暗殺，在司機一側的車底下安裝了爆炸裝置。根據《塔斯社》報導指，爆炸裝置的容量為400克TNT。部分炸彈殘骸被送往相關部門檢驗。

## 8月21日
俄羅斯國防部指控烏克蘭使用生化武器，致使俄軍士兵體內有B型肉毒桿菌毒素。烏方認為是俄軍食用了過期食品。
俄羅斯方面表示俄军打死在哈尔科夫州附近的100多名武装人员，其中包括近20名美国雇佣兵。同時俄軍又打击哈尔科夫市北部的乌方人员和军事装备集中区，打死近130名武装人员。俄军还聲稱对第聂伯罗彼得罗夫斯克州进行空中打击，打死至少200名乌克兰軍事人員。
俄罗斯国防部长绍伊古表示，在特别军事行动中，俄罗斯已三次部署匕首导弹。
德国總理表示已经向乌克兰提供了大量武器，並準備向烏克蘭提供更多武器。

## 8月22日
乌克兰军队总司令瓦列里·扎卢日内表示，俄罗斯入侵乌克兰近半年来已经夺去了大约9千名乌克兰军人的生命。
俄方称乌军再次炮击扎波罗热核电站所在的埃涅尔戈达尔，造成1名平民死亡，另有1人受伤。
關於杜金娜遇刺案，《塔斯社》援引執法機構消息人士，表示杜金娜遇難的汽車是被遠程遙控炸毀。同一天，俄羅斯聯邦安全局宣布謀殺案已經破案：「犯罪是由烏克蘭特種部隊準備和實施的。」俄羅斯聯邦安全局將一名烏克蘭女公民娜塔莉亞·帕夫洛芙娜（Наталія Павлівна）列為嫌疑人，並提供其烏克蘭軍證照片。安全局指其在亞速團服役，於7月23日與12歲的女兒進入俄羅斯，在杜金娜所住樓房租了一套公寓，以便摸清杜金娜的生活習慣。娜塔莉亞·帕夫洛芙娜於8月22日與女兒參加杜金娜在場的「傳統節」，在爆炸後逃往愛沙尼亞。頓涅茨克人民共和國領導人傑尼斯·普希林聲稱烏克蘭當局是爆炸的幕後黑手。而俄羅斯政府官員懷疑暗殺是由烏克蘭主使，並表示如果愛沙尼亞方面不交出兇手，俄羅斯將採取強硬措施。
烏克蘭當局否認參與暗殺，稱「我們不是俄羅斯聯邦那樣的犯罪國家，更不是恐怖主義國家。」烏克蘭國防情報局表示烏克蘭國民警衛隊沒有參與汽車爆炸，並表示杜金和他的女兒都是邊緣人物，不是烏克蘭的興趣點。而亞速團在簡報會稱，俄羅斯聯邦安全局宣稱所拾獲的軍證非亞速團士兵的證件，亞速團持證者是穿著多地形迷彩服的。而在證件照片中，持證者則是穿著烏克蘭國民警衛隊制服，證件有鉛筆寫上因結婚而換證。亞速團表示此類證件在馬里烏波爾隨處可見，實際是俄羅斯聯邦安全局倉促組裝、構思不當的假證據。亞速團表示團內沒有女性戰鬥員，遑論是上校軍銜的女性

## 8月23日
安理会讨论了扎波罗热核电站的情况。乌克兰总参谋部称，俄罗斯在扎波罗热地区发动了炮击和空袭。
俄罗斯国防部表示，俄军和顿巴斯地区的武装部队在赫尔松地区、顿涅茨克地区等地取得进展。俄軍控制了赫爾松36地區平方公里的区域，并在赫尔松-尼古拉耶夫方向消灭了乌军第28机械化旅的部队并抵达了尼古拉耶夫地区的行政边界。俄罗斯国防部发言人科纳申科夫則通报称，俄空天军使用高精度武器打击了斯拉维扬斯克和康斯坦丁诺夫卡地区的乌军第81空中机动旅和第95空降突击旅的临时驻地。在顿涅茨克、尼古拉耶夫、哈尔科夫等地，俄军打击了多个乌军弹药库和燃料库。
當天19时至8月25日7时，哈爾科夫實行宵禁。
德国準備向烏克蘭提供價值5亿欧元的武器。加拿大总理贾斯汀·特鲁多宣布將拨款385万美元用於培訓烏克蘭警察以及其他項目。

## 8月24日
乌克兰总统泽连斯基表示，乌克兰一火车站遭到俄罗斯火箭弹袭击，至少有22人死亡，数十人受伤。
一名在乌克兰休无薪假的新西兰国防军士兵被杀。
英国首相鲍里斯·约翰逊访问乌克兰，這是俄烏戰爭爆發後鲍里斯·约翰逊第三次訪問烏克蘭。约翰逊宣布向乌克兰提供價值5400万英镑的军事援助。
美国國防部準備向乌克兰提供价值30亿美元的新军事援助。自拜登政府执政以来，美国承诺向乌克兰提供的安全援助总额已超过135亿美元。

## 8月25日
俄羅斯總統普京下令要在年底前征召137,000名士兵前往乌克兰服役。
扎波罗热核电站所在的埃涅尔戈达尔市遭到攻擊，結果该地区大範圍停水停电。扎波罗热核电站首次與烏克蘭国家电网斷開。乌克蘭和俄羅斯互相指責是對方所為。

## 8月26日
據俄罗斯媒体报道，凌晨3时30分，乌克兰军队用10枚M142高機動性多管火箭系統發射的导弹袭击了位於卢甘斯克州卡迪伊夫卡的一家酒店。乌克兰方面表示该酒店已被征用為兵营，烏克蘭方面還表示此次攻擊共打死了200名伞兵。
作為對俄羅斯入侵烏克蘭的回應，拉脫維亞摧毀該國境內一座蘇聯時代建造的高度達80米的戰爭紀念碑。波兰政府也宣佈将拆除该国西南部的一座苏联士兵纪念碑。另外波蘭政府表示白俄羅斯在俄羅斯入侵烏克蘭後摧毀了白俄羅斯境內的波蘭家鄉軍紀念碑以及一座波蘭家鄉軍士兵墓地。
德国情报部门表示，有俄罗斯间谍在德國境內活動。這些間諜負責偵查美国和德国对乌克兰士兵的培訓活動。
俄罗斯再次指责乌克兰轰炸扎波罗热核电站附近地区。
扎波羅熱核電站的两个核反應堆重新與烏克蘭电网連接。

## 8月27日
烏克蘭方面表示，战争开始以来有46550名俄罗斯士兵丧生，並且俄羅斯方面损失了1939辆坦克、1045门火炮、836架无人机和3165辆汽车。
俄羅斯和烏克蘭互相指責對方炮擊扎波羅熱核電站。
美国国防部与雷神公司签署了一项价值约1.82亿美元的协议，雷神公司將为乌克兰军方生产国家先进地空导弹系统。

## 8月28日
乌克兰官员称，俄罗斯军队炮击了乌克兰城市斯洛維揚斯克，导致住宅楼和一所学校遭到毁坏。
俄新社援引国防部的话称，俄罗斯空军袭击了位于乌克兰扎波罗热地区的马达西奇公司的一家工厂车间。当时该工厂正在修理直升机。
美國宣佈為了幫助烏克蘭，美國將提高GMLRS以及M142高机动性多管火箭系统的產量。
俄羅斯將新成立的第3军調至俄烏邊境。

## 8月29日
乌克兰南部军区司令部发言人休梅纽克称，乌克兰军队开始了“期待已久”的反攻，以重新控制俄罗斯军队在6个月前于乌克兰南部占领的领土。乌克兰方面声称已重新控制了赫尔松附近的四个村庄，并突破俄军的第一道防线。俄罗斯国防部承认乌克兰在南部发起反攻，但称乌克兰军队“遭遇惨败”。
乌克兰方面称，乌克兰第二大城市哈尔科夫遭到了集束炸弹袭击。位于该市中心的一幢大楼和地区行政总部遭到了破坏。
俄罗斯一名高级外交官表示，莫斯科欢迎国际原子能机构特派团即将前往处于俄罗斯占领下的乌克兰扎波罗热核电站。

## 8月30日
乌克兰声称該國製作了由木头制成的诱饵，讓俄罗斯誤以為木頭是M142高机动性多管火箭系统並用巡航導彈摧毀木頭。一位美国外交官指出，俄罗斯方面宣稱摧毀的M142高机动性多管火箭系统數量比美國提供給烏克蘭的M142高机动性多管火箭系统數量更多。另一位美国五角大楼官员证实，目前俄羅斯尚未摧毁任何M142高机动性多管火箭系统。
根據麦克萨科技提供的衛星圖像顯示，扎波罗热核电站屋顶上有许多洞。
德鲁日基夫卡遭到導彈襲擊。

## 8月31日
俄罗斯将其战斗机撤出克里米亚。俄羅斯為抵禦烏克蘭方面的炮擊，決定增加部署地对空导弹。